# Digitalna umjetnost
Digitalna umjetnost je umjetničko djelo ili praksa koja koristi digitalne tehnologije kao sastavni dio kreativnog procesa ili prezentacije. Od 1970-ih za opis procesa koriste se različiti nazivi, uključujući termine računalna umjetnost i multimedijska umjetnost. Sama digitalna umjetnost nalazi  se u kategoriji "novomedijska umjetnost".
Unatoč inicijalnom otporu, utjecaj digitalne tehnologije transformirao je postupke kao što su slikarstvo, crtež, skulptura i glazba/"sound art", dok su novi oblici, kao što su "net art", digitalne umjetničke instalacije, te virtualna stvarnost, postali priznatim umjetničkim praksama. Općenito, pojam "digitalni umjetnik" koristi se za opisivanje umjetnika koji koriste digitalne tehnologije pri umjetničkom stvaranju. U proširenom smislu, "digitalna umjetnost" je izraz koji se koristi za suvremenu umjetnost, koja koristi metode masovne proizvodnje ili digitalnih medija.
Tehnike digitalne umjetnosti često se koriste u medijima glavne struje pri oglašavanju te za izradu vizualnih efekata u filmu. Pojava stolnog izdavaštva, iako više vezana uz grafički dizajn, omogućila je digitalnim, a i tradicionalnim umjetnicima/cama da pri radu koriste brojne izvore elektroničkih informacija i programa.
Digitalna umjetnost može biti u potpunosti generirana računalom (na primjer, fraktali i algoritamska umjetnost) ili kreirana iz drugih izvora, kao što su skenirane fotografije ili slike crtane uz pomoć softvera za vektorsku grafiku, pomoću miša ili grafičkog tableta. Iako se pojam digitalne umjetnosti može primijeniti na umjetnost stvorenu drugim medijima ili postupcima, ipak se pretežno koristi za umjetnost koja je kreirana računalnim postupkom (na primjer, računalnim programom, mikrokontrolerom ili bilo kojim elektroničkim sustavom s mogućnošću tumačenja unosa u svrhu stvaranja rezultata). Sami digitalizirani tekstualni podaci i sirovi audio i video zapisi obično se ne smatraju digitalnom umjetnošću, ali mogu biti dio većeg projekta računalne i informacijske umjetnosti. Djela koja koriste softver na računalnoj platformi i koja imaju digitalnu sliku kao rezultat, a koja su stvorena na način sličan ne-digitalnom slikarstvu smatraju se digitalnim slikama.
Andy Warhol stvarao je digitalnu umjetnost pomoću računala Commodore Аmiga, koje je javno predstavljeno u Lincoln centru u New Yorku, u srpnju 1985. Fotografija Debbie Harry zabilježena je u monokromnom obliku pomoću video kamere te digitalizirana ProPaint grafičkim programom. Warhol je sliku manipulirao dodavajući boju pomoću alata koji koristi "flood fill" algoritam.